# Misumena vatia
Misumena vatia Clerck, 1757 è una specie di ragno della famiglia thomisidae. Esso viene comunemente chiamato ragno granchio.

## Distribuzione e habitat
Misumena vatia è diffuso in nord America ed Europa. Predilige un clima temperato. Vive tra la vegetazione ed è solito posizionarsi sui fiori. è comunemente presente in Italia, comprese le isole maggiori.

## Descrizione

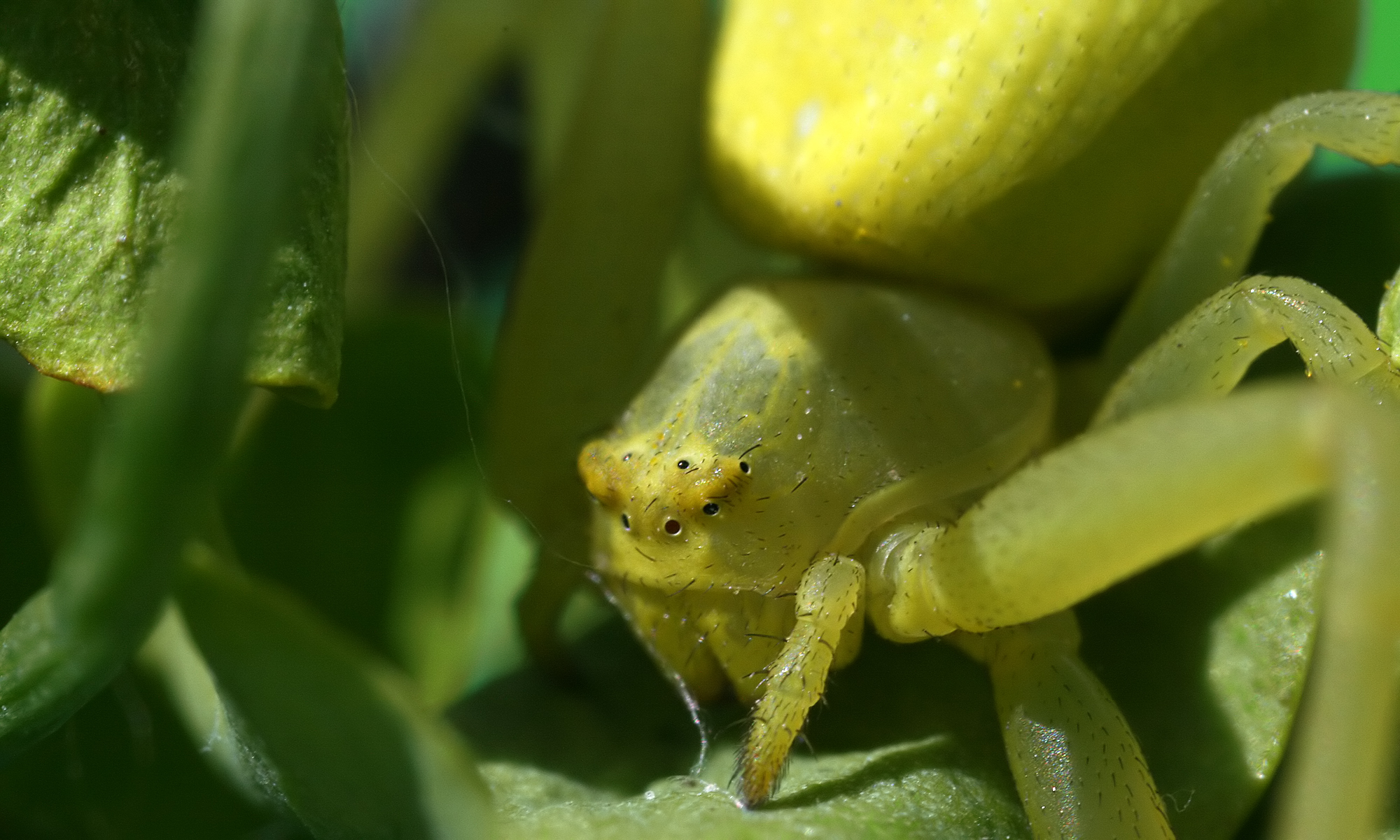
Vista ravvicinata di misumena vatia. Si notano le zampe anteriori più grosse rispetto alle posteriori, le due file di occhi e i piccoli cheliceri.

M. vatia deve il suo nome comune alla sua somiglianza con un granchio. Il suo corpo è infatti corto, largo e schiacciato e le prime due paia di zampe, più larghe delle altre, vengono tenute divaricate, facendo assomigliare il suo aspetto e la sua postura a quelli di un granchio. Questa specie presenta dimorfismo sessuale,  ed infatti le femmine sono più grandi dei maschi e variano per colorazione e disegni. Le femmine sono lunghe dai 6 ai 9mm, mentre i maschi dai 3 ai 4mm. Le femmine hanno una colorazione chiara: le zampe e la parte superiore del corpo sono bianchi o gialli, con aree più scure e dei segni rossastri sull'addome. I maschi sono più scuri, ed infatti il corpo è rosso o marrone rossastro, con punti bianchi che partono dall'area degli occhi e si estendono nella parte centrale del dorso. Le prime due paia di zampe sono marroni rossastre, mentre le ultime due gialle. i maschi hanno inoltre due paia di bande, dorsali e laterali parallele, rosse. i cheliceri sono piccoli e sottili. possiede due file di occhi. La fila anteriore è leggermente ricurva con occhi equidistanti. la fila posteriore può essere più o meno ricurva, con occhi equidistanti.

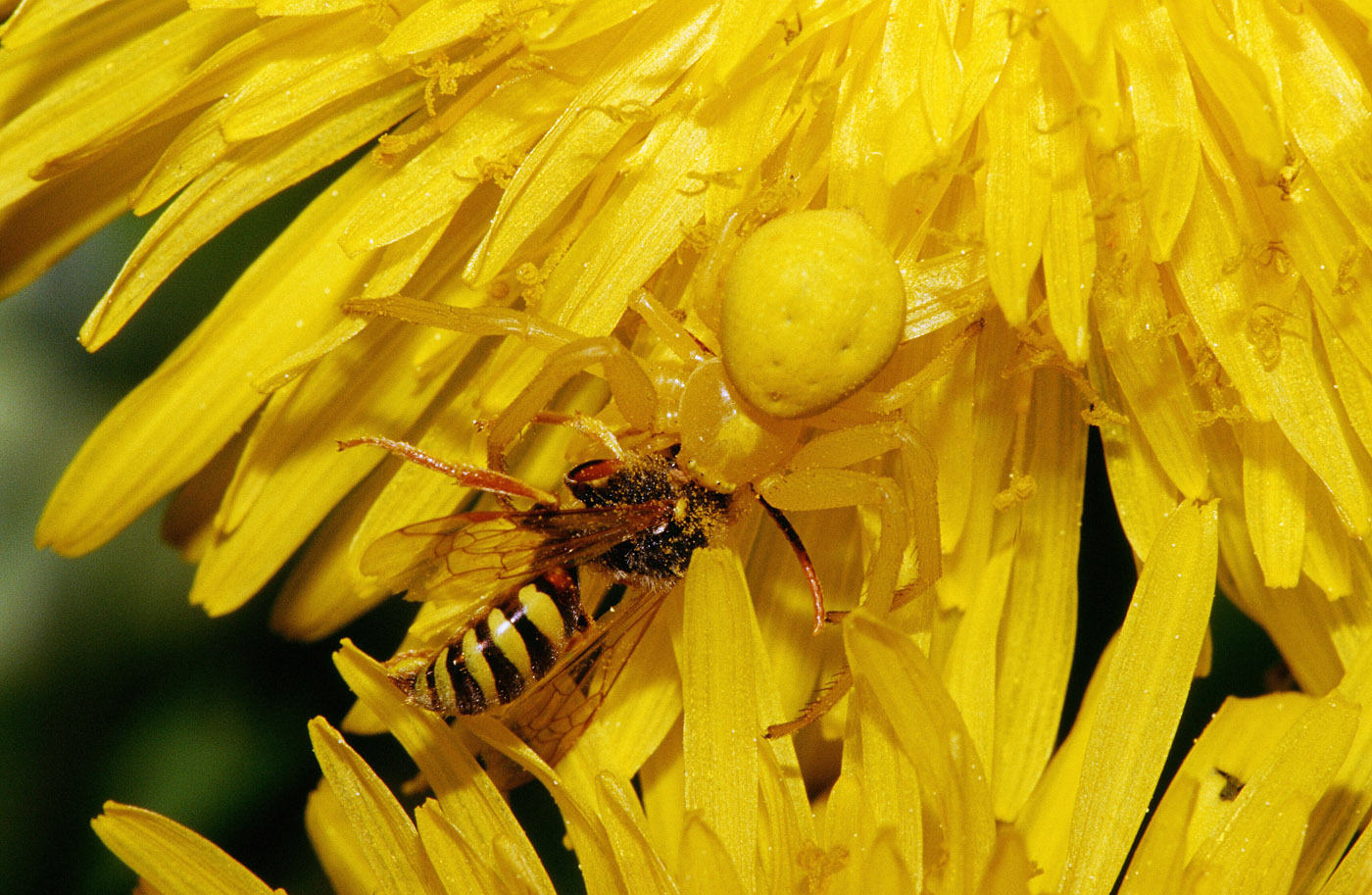
Misumena vatia cattura una vespa

## Biologia

### Riproduzione e crescita
Le femmine depongono delle uova che proteggono con la loro seta. I piccoli che nascono hanno già l'aspetto generale identico a quello di un adulto, salvo per le ridotte dimensioni. Come tutti i ragni, compiono delle mute durante la crescita, per liberarsi dell'esoscheletro, troppo piccolo per ospitarli ancora.

### Locomozione, dieta e predazione
Al pari di molte specie di Tomisidi, sono ragni cacciatori; essi, infatti non costruiscono la tela, ma tendono agguati sulle piante e sui fiori, sfruttando l'omocromia dei loro colori con il luogo dove decidono di nascondersi (che sia un fiore, una foglia o un oggetto), per mimetizzarsi. Questa abilità è possibile grazie alla variazione nella distribuzione dei pigmenti del corpo, che avviene in pochi giorni dopo essersi stanziati nel luogo di caccia. Quando una preda capita loro a tiro, la afferrano con le prime due paia di zampe e le iniettano il veleno attraverso i cheliceri per immobilizzarla. Non avvolgono la preda nella seta prima di mangiarla. Si nutrono di invertebrati, come mosche, farfalle e cavallette. Attaccano abitualmente prede grandi e temibili come le api e le vespe, e sono regolatori naturali delle popolazioni di insetti. Essi sono in grado di muoversi abilmente sia in avanti che lateralmente e all'indietro.

### Veleno
Il suo morso è innocuo per i vertebrati, essendo il veleno debole e i cheliceri piccoli.

### Predatori
Può essere predato da: vespe, formiche, altri ragni, lucertole, uccelli e roditori carnivori, come i toporagni.

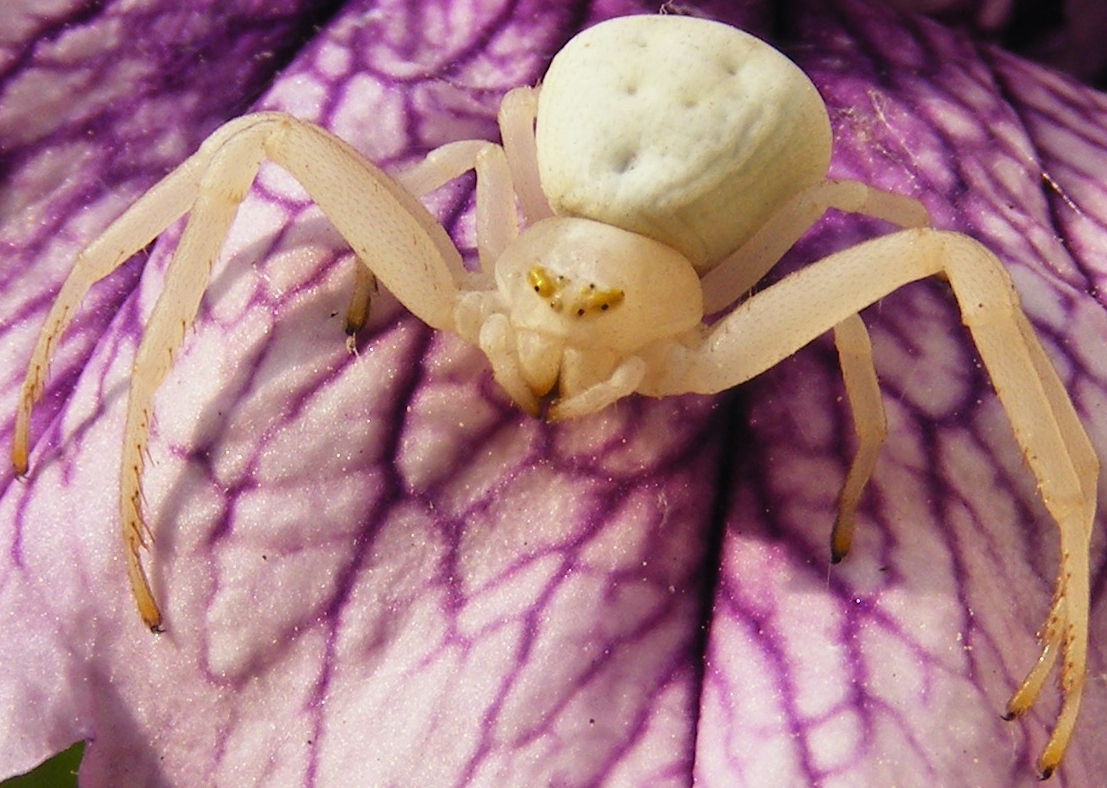
Un esemplare femmina di misumena vatia